# Maximilian Wilhelmi

Maximilian Wilhelmi

Maximilian Wilhelmi (* 21. Februar 1861 in Kunersdorf, Königreich Preußen; † 5. September 1913 in Straßburg, Elsaß-Lothringen, Deutsches Reich) war ein deutscher Bühnenschauspieler, Theaterregisseur und Theaterleiter.

## Leben und Wirken
Der nahe Frankfurt an der Oder geborene Wilhelmi erhielt seine künstlerische Ausbildung beim Schauspieler und Sänger Wilhelm Hellmuth-Bräm vom Hoftheater Berlin. Am 1. Oktober 1880 gab Maximilian Wilhelmi seinen Einstand am Theater des westpreußischen Thorn mit der Rolle des Kommerzienrates Schneedorf in dem Stück Der Frauenadvokat. Es folgten in den kommenden 13 Jahren Verpflichtungen an Provinzbühnen in Halle, Elberfeld, Chemnitz, Krefeld, Stettin, Nürnberg und Bremen. Am 3. Oktober 1893 wurde Maximilian Wilhelmi zum Direktor des Straßburger Stadttheaters berufen, eine Position, die er bis zu seinem Tode 20 Jahre darauf behielt. Nebenbei betätigte er sich auch als Schauspiellehrer.
Auch in seiner Funktion als Regisseur und Theaterleiter blieb Wilhelmi weiterhin als Schauspieler tätig, nunmehr im Fach des Ersten Charakterschauspielers und in humoristischen Charakterrollen. Zu seinem Repertoire zählten kraftvolle Typen wie der Nathan in Nathan der Weise, der Gessler in Wilhelm Tell, der Mephisto in Goethes Faust, der Philipp II., der Dorfrichter Adam in Der zerbrochne Krug, der Struve in Sudermanns Stein unter Steinen und der Winkelmann in Die Schmetterlingsschlacht vom selben Autor, sowie Shakespeares Richard III. „Er spielt außerordentlich verständnisvoll, durchdacht, wirkungsvoll, mit großer Leichtigkeit und Natürlichkeit und gibt oft Verweise von verblüffender Technik. Vers und Prosa behandelt er gleich geschickt und bei seiner konversierenden Sprechtechnik wird der Vers fast zu einer rhythmischen Prosa“, wie Hagemanns Fach-Lexikon der Deutschen Bühnen-Angehörigen 1903 vermerkte.